# Mithracidae
Mithracidae is een familie van kreeftachtigen uit de klasse van de Malacostraca (hogere kreeftachtigen).

## Geslachten
- Ala Lockington, 1877
- Damithrax Windsor & Felder, 2014
- Hemus A. Milne-Edwards, 1875
- Microphrys H. Milne Edwards, 1851
- Mithraculus White, 1847
- Mithrax Latreille, 1816
- Nemausa A. Milne-Edwards, 1875
- Nonala Windsor & Felder, 2014
- Omalacantha Streets, 1871
- Petramithrax Windsor & Felder, 2014
- Pitho Bell, 1836
- Teleophrys Stimpson, 1860
- Thoe Bell, 1835